# Vanáto (Zante)
Vanáto (grec moderne : Βανάτο) est une localité située dans le dème de Zante, dans le district régional de Zante, dans la périphérie des Îles Ioniennes, en Grèce.
Selon le recensement de 2021, elle compte 1 191 habitants.